# Субботин, Владимир Фёдорович
Владимир Фёдорович Субботин (10 марта 1874 — 4 сентября 1937, Асунсьон) — генерал-майор.

## Биография
Окончил Орловский кадетский корпус, Николаевское инженерное училище и Николаевскую инженерную академию. Участник Русско-японской и Первой мировой войн. В 1910 году стал полковником и начальником штаба инспектора инженерной части Кавказского военного округа. 5 октября 1915 года стал генерал-майором и начальником инженеров 11-й армии. Георгиевский кавалер с 18 июля 1915 года. С 6 января 1917 года начальник инженеров армий Румынского фронта. С сентября 1919 года по февраль 1920 года — комендант Севастопольской крепости и градоначальник города. В Симферополе был арестован во время мятежа авантюриста капитана Н. И. Орлова, после чего подал в отставку. В Русской армии генерала Врангеля являлся начальником инженеров, руководивших работами по укреплению позиций на Перекопе в Крыму.

## Награды
Ордена: Св. Станислава 2 ст. с мечами (1904), св. Владимира 4 ст. с мечами и бантом (1905), св. Анны 2 ст. (1908), св. Владимира 3 ст. (1912) с мечами (1915), св. Георгия 4 ст. (18.7.1915), св. Станислава 1 ст. с мечами (26.11.1916); медали.

## Семья
Жена Елена Зиновьевна (23.12.1877 – 1958), урождённая Рожественская, – дочь адмирала. Дети: Николай (около 1905); София (около 1907).